# Фаринати, Паоло
Паоло Фаринати (итал. Paolo Farinati, ок. 1524, Верона — ок. 1606) — итальянский живописец, гравёр и архитектор, один из ведущих живописцев Вероны XVI века. Писал в стиле маньеризма, работал преимущественно в Вероне, а также в Венеции, Мантуе, Падуе и других городах. В некоторых источниках художника необоснованно отождествляли с его племянником Джованни Баттистой Дзелотти, также живописцем. 

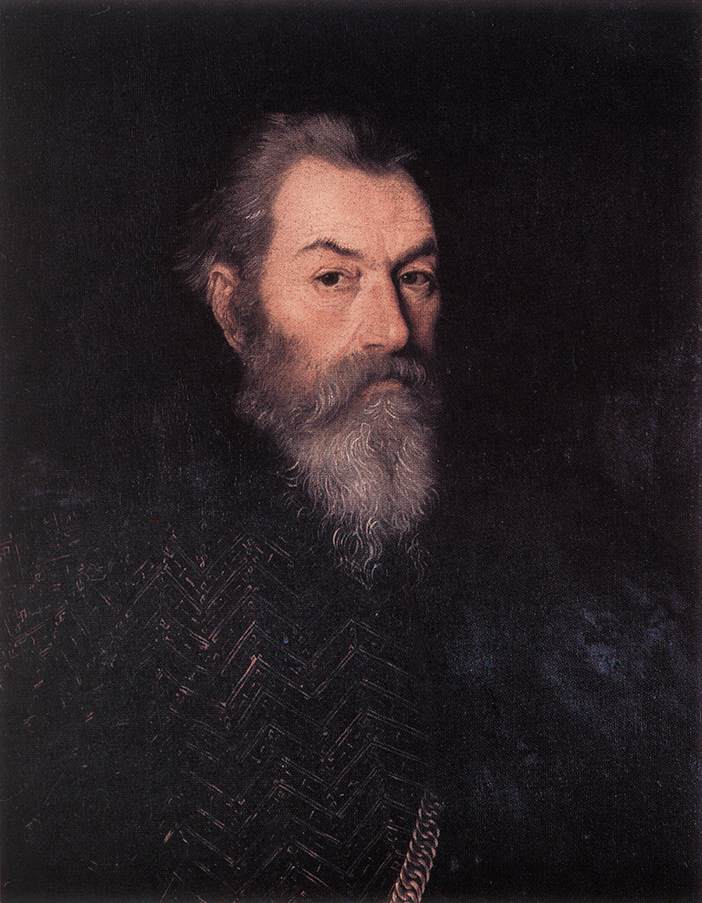
Портрет мужчины, 1600 год

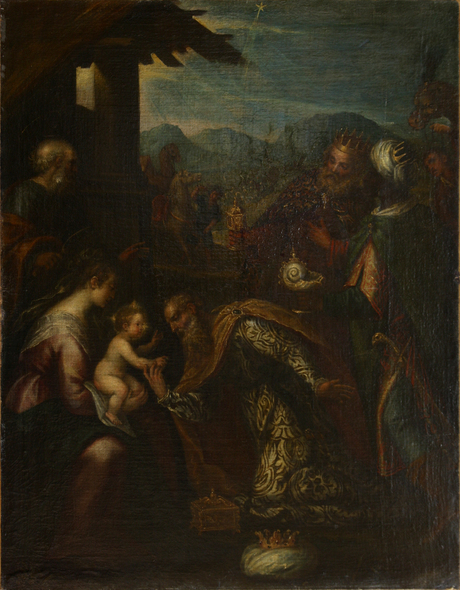
Поклонение волхвов. Национальная картинная галерея Армении

Был современником знаменитых художников Италии — Паоло Веронезе и Джулио Романо. Их творчество оказало глубокое влияние на развитие художественного таланта Фаринати. По свидетельству Джорджо Вазари, первым его учителем был отец Джованни Баттиста (итал. Giovanni Battista), позже Фаринати работал под руководством Николо Джольфино (итал. Nicolò Giolfino) и, вероятно, Антонио Бадиле. Первой большой работой был алтарь для Мантуанского собора.
Первоначально стиль Фаринати формировался под влиянием Джулио Романо, позже он перенял стиль Паоло Веронезе. Необыкновенная изобретательность в композиции, смелость рисунка, грешащего, однако, недостатком правильности, разнообразие и гармоничность теплого колорита составляют главные достоинства фресок и переносных картин Фаринати.
Важнейшие фресковые произведения этого художника находятся в веронских церквах Сан-Джорджо-Маджоре («Умножение хлебов», самая удачная из его работ), Санта-Mapиa-ин-Органо, Сан-Джованни-ин-Фонте и Сан-Назаро, а также в палаццо графини Гварьенти и на фасаде палаццо Камоццини в Вероне. Фаринати создал несколько скульптур и разнообразные гравюры на библейские и мифологические сюжеты. Из гравюр, воспроизводящих его собственные композиции, наиболее замечательны «Венера и Амур», «Св. ев. Иоанн на облаке», «Св. Мария Магдалина» и «Ап. Пётр».